# رامي عصام
رامي عصام فكري هو مغني مصري، اشتهرت أغانيه خلال اشتراكه في ثورة 25 يناير 2011 في مصر ضد نظام الرئيس الأسبق محمد حسني مبارك.

## مسيرته
ولد في عام 1987 لعائلة في المنصورة عاصمة محافظة الدقهلية، حيث ذهب إلى المدرسة، ودرس الهندسة. تعلم الغيتار في سن ال 17، أسس فرقة «مشاكل» في عام 2009 وبدأت هذه الفرقة بالغناء لحياة حرة، وعن المشاكل اليومية البسيطة التي يواجهونها جنبا إلى جنب مع جميع المصريين تحت نظام مبارك.
خلال ثورة 25 يناير، جاء رامي من المنصورة إلى القاهرة في 30 يناير للمشاركة في الثورة. قام بالتخييم في ميدان التحرير بجانب الثوار. وبدأ بتلحين بعض شعارات الثوار وغنائها في ميدان التحرير، وألّف أغنيته ارحل والتي أصبحت نشيدا للاحتجاجات. احتجز في المتحف المصري لمدة أربع ساعات، تعرّض خلالها للضرب بالعصي والحديد وبمسدسات الصعق حسب أقواله. وفي يوم 9 مارس اقتحم الجيش الميدان وقام بتمزيق الخيام واعتقل أكثر من 100 شخص، بما فيهم رامي عصام. قام بأداء أغانٍ متعددة في أماكن مختلفة مثل بريطانيا وجنوب إفريقيا والسودان وألمانيا.

## ألبومه الأول
في 25 يناير 2012 أصدر رامي ألبومه الأول من أغاني ميدان التحرير باسم «منشورات»:
- ارحل
- ارحل2 (معدلة)
- الجحش والحمار
- الجيش العربي
- عهد مبارك
- يا مجلس يابن الحرام
- طاطي طاطي
- اضحكي يا ثورة
- الشهيد
- يا سويس
- اضربني
- دبورة وشورت وكاب
- 8 أبريل
- صابونة وخازوق
- اشهد يازمن
- نفض
- المصري الأصلي
- امتعظم
- السيرك
- شاب الثورة
- ضمير الأمة
- حرارة
- نقط نقط
- يوم 25
- ياعسكري
- سجن بالألوان

وطرح رامي ميني ألبوم بعنوان (المسلة) وتضمن 6 أغاني بتاريخ 1 يوليو 2012 ويتضمن أغاني:
- أكشن
- تاني مرة
- اعملي بطاقة
- المسلة
- طرطور
- ملعون
- اعملي بطاقة (معدّلة)

وقد طرح أغنية بعنوان خبر عاجل تضامنا مع الثورة السورية.

## أغنية بلحة
في فبراير 2018، غنى رامي ونشر أغنية مصوّرة على قناته على يوتيوب بعنوان «بلحة»، يسخر وينتقد فيها الرئيس المصري عبد الفتاح السيسي، ويأتي اختيار اسم الأغنية إشارة لشخصية في فيلم مصري مشهورة بكثرة الكذب، انتقدت كلمات الأغنية، التي كتبها جلال البحيري، الجيش المصري وعدة قضايا رأى أن السيسي قد فشل فيها، مثل قضية سد النهضة الأثيوبي، وقناة السويس الجديدة. أعقبت نشر الأغنية، التي حققت بضع ملايين المشاهدات، موجة اعتقالات في شهر مارس من نفس العام، طالت مشاركين فيها، منهم كاتبها جلال البحيري ومخرجها شادي حبش، كما أُلقي القبض على أحمد شوقي مدير صفحة رامي على وسائل التواصل الاجتماعية، ومصطفى جمال الذي ساعد في توثيق الصفحة، والمغني أسامة الهادي الذي ساعد رامي في إدارة صفحته عام 2015 وانقطعت صلته به مذاك. واجه المعتقلون تهما تضمنت الانضمام لجماعة أنشئت على خلاف أحكام القانون، ونشر أخبار كاذبة، والترويج لأغراض جماعة الإخوان المسلمين.

## روابط خارجية
- رامي عصام على موقع ميوزك برينز (الإنجليزية)
- رامي عصام على موقع أول ميوزيك (الإنجليزية)
- رامي عصام على موقع ديسكوغز (الإنجليزية)